# Valldenguli
Valldenguli – miejscowość w Hiszpanii, w Katalonii, w prowincji Barcelona, w comarce Maresme, w gminie Calella.
Według danych INE w 2020 roku liczyła 98 mieszkańców – 45 mężczyzn i 53 kobiety. 